# Canotaj la Jocurile Olimpice de vară din 2024 - Opt rame cu cârmaci feminin
Proba feminină de canotaj opt rame cu cârmaci de la Jocurile Olimpice de vară din 2024 a avut loc în perioada 29 iulie-3 august 2024 pe Stadionul Nautic Olimpic Național din Île-de-France, aflat la aproximativ 30 de kilometri de Paris.

## Program
Orele sunt ora Franței (UTC+1) 
| Data                   | Timp | Etapă        |
| ---------------------- | ---- | ------------ |
| Luni, 29 iulie 2024    | 9:00 | Calificări   |
| Joi, 1 august 2024     | 9:30 | Recalificări |
| Sâmbătă, 3 august 2024 | 9:30 | Finale       |

## Rezultate

### Calificări
Primele ambarcațiuni din fiecare cursă se vor califica în Finala A, iar celelalte vor concura în recalificări.

#### Calificări - cursa 1
| Loc | Culoar | Sportive | Țară           | Timp    | Note |
| --- | ------ | --- | -------------- | ------- | ---- |
| 1   | 2      | Heidi Long, Rowan McKellar, Holly Dunford, Emily Ford, Lauren Irwin, Eve Stewart, Harriet Taylor, Annie Campbell-Orde, Henry Fieldman (c)                       | Marea Britanie | 6:16,20 | C    |
| 2   | 4      | Katrina Werry, Lucy Stephan, Bronwyn Cox, Georgina Rowe, Jacqueline Swick, Giorgia Patten, Sarah Hawe, Paige Barr, Hayley Verbunt (c)                           | Australia      | 6:18,61 | R    |
| 3   | 1      | Jessica Sevick, Caileigh Filmer, Maya Meschkuleit, Kasia Gruchalla-Wesierski, Avalon Wasteneys, Sydney Payne, Kristina Walker, Abigail Dent, Kristen Kit (c)    | Canada         | 6:21,31 | R    |
| 4   | 3      | Nanna Vigild, Caroline Munch, Clara Hornnaess, Sara Johansen, Frida Werner Foldager, Karen Mortensen, Sofie Vikkelsoee, Nikoline Laidlaw, Sophie Østergaard (c) | Danemarca      | 6:39,30 | R    |

#### Calificări - cursa 2
Rezultate calificări cursa 2
| Loc | Culoar | Sportive | Țară                       | Timp    | Note |
| --- | ------ | --- | -------------------------- | ------- | ---- |
| 1   | 1      | Maria-Magdalena Rusu, Roxana Anghel, Ancuța Bodnar, Maria Lehaci, Adriana Adam, Amalia Bereș, Ioana Vrînceanu, Simona Radiș, Victoria Petreanu (c)        | România                    | 6:12,31 | C    |
| 2   | 3      | Molly Bruggeman, Margaret Hedeman, Madeleine Wanamaker, Regina Salmons, Meghan Musnicki, Claire Collins, Olivia Coffey, Charlotte Buck, Nina Castagna (c) | Statele Unite ale Americii | 6:19,00 | R    |
| 3   | 2      | Giorgia Pelacchi, Linda De Filippis, Alice Codato, Aisha Rocek, Elisa Mondelli, Silvia Terrazzi, Alice Gnatta, Veronica Bumbaca, Emanuele Capponi (c)     | Italia                     | 6:28,47 | R    |

### Recalificări
Primele patru ambarcațiuni din cursă se vor califica în finală, iar celelalte sunt eliminate.
| Loc | Culoar | Sportive | Țară                       | Timp    | Note |
| --- | ------ | --- | -------------------------- | ------- | ---- |
| 1   | 2      | Molly Bruggeman, Margaret Hedeman, Madeleine Wanamaker, Regina Salmons, Meghan Musnicki, Claire Collins, Olivia Coffey, Charlotte Buck, Nina Castagna (c)       | Statele Unite ale Americii | 6:03,93 | C    |
| 2   | 4      | Jessica Sevick, Caileigh Filmer, Maya Meschkuleit, Kasia Gruchalla-Wesierski, Avalon Wasteneys, Sydney Payne, Kristina Walker, Abigail Dent, Kristen Kit (c)    | Canada                     | 6:04,81 | C    |
| 3   | 3      | Katrina Werry, Lucy Stephan, Bronwyn Cox, Georgina Rowe, Jacqueline Swick, Giorgia Patten, Sarah Hawe, Paige Barr, Hayley Verbunt (c)                           | Australia                  | 6:06,09 | C    |
| 4   | 1      | Giorgia Pelacchi, Linda De Filippis, Alice Gnatta, Aisha Rocek, Elisa Mondelli, Silvia Terrazzi, Alice Codato, Veronica Bumbaca, Emanuele Capponi (c)           | Italia                     | 6:09,65 | C    |
| 5   | 5      | Nanna Vigild, Caroline Munch, Clara Hornnaess, Sara Johansen, Frida Werner Foldager, Karen Mortensen, Sofie Vikkelsoee, Nikoline Laidlaw, Sophie Østergaard (c) | Danemarca                  | 6:22,21 |      |

### Finala
| Loc | Culoar | Sportive | Țară                       | Timp    | Note |
| --- | ------ | --- | -------------------------- | ------- | ---- |
| 1   | 3      | Maria-Magdalena Rusu, Roxana Anghel, Ancuța Bodnar, Maria Lehaci, Adriana Adam, Amalia Bereș, Ioana Vrînceanu, Simona Radiș, Victoria Petreanu (c)           | România                    | 5:54,39 |      |
| 2   | 2      | Jessica Sevick, Caileigh Filmer, Maya Meschkuleit, Kasia Gruchalla-Wesierski, Avalon Wasteneys, Sydney Payne, Kristina Walker, Abigail Dent, Kristen Kit (c) | Canada                     | 5:58,84 |      |
| 3   | 4      | Heidi Long, Rowan McKellar, Holly Dunford, Emily Ford, Lauren Irwin, Eve Stewart, Harriet Taylor, Annie Campbell-Orde, Henry Fieldman (c)                    | Marea Britanie             | 5:59,51 |      |
| 4   | 6      | Katrina Werry, Lucy Stephan, Bronwyn Cox, Georgina Rowe, Jacqueline Swick, Giorgia Patten, Sarah Hawe, Paige Barr, Hayley Verbunt (c)                        | Australia                  | 6:00,73 |      |
| 5   | 5      | Molly Bruggeman, Margaret Hedeman, Madeleine Wanamaker, Regina Salmons, Meghan Musnicki, Claire Collins, Olivia Coffey, Charlotte Buck, Nina Castagna (c)    | Statele Unite ale Americii | 6:01,73 |      |
| 6   | 1      | Giorgia Pelacchi, Linda De Filippis, Alice Gnatta, Aisha Rocek, Elisa Mondelli, Silvia Terrazzi, Alice Codato, Veronica Bumbaca, Emanuele Capponi (c)        | Italia                     | 6:07,51 |      |